# ウォルター・ブライト

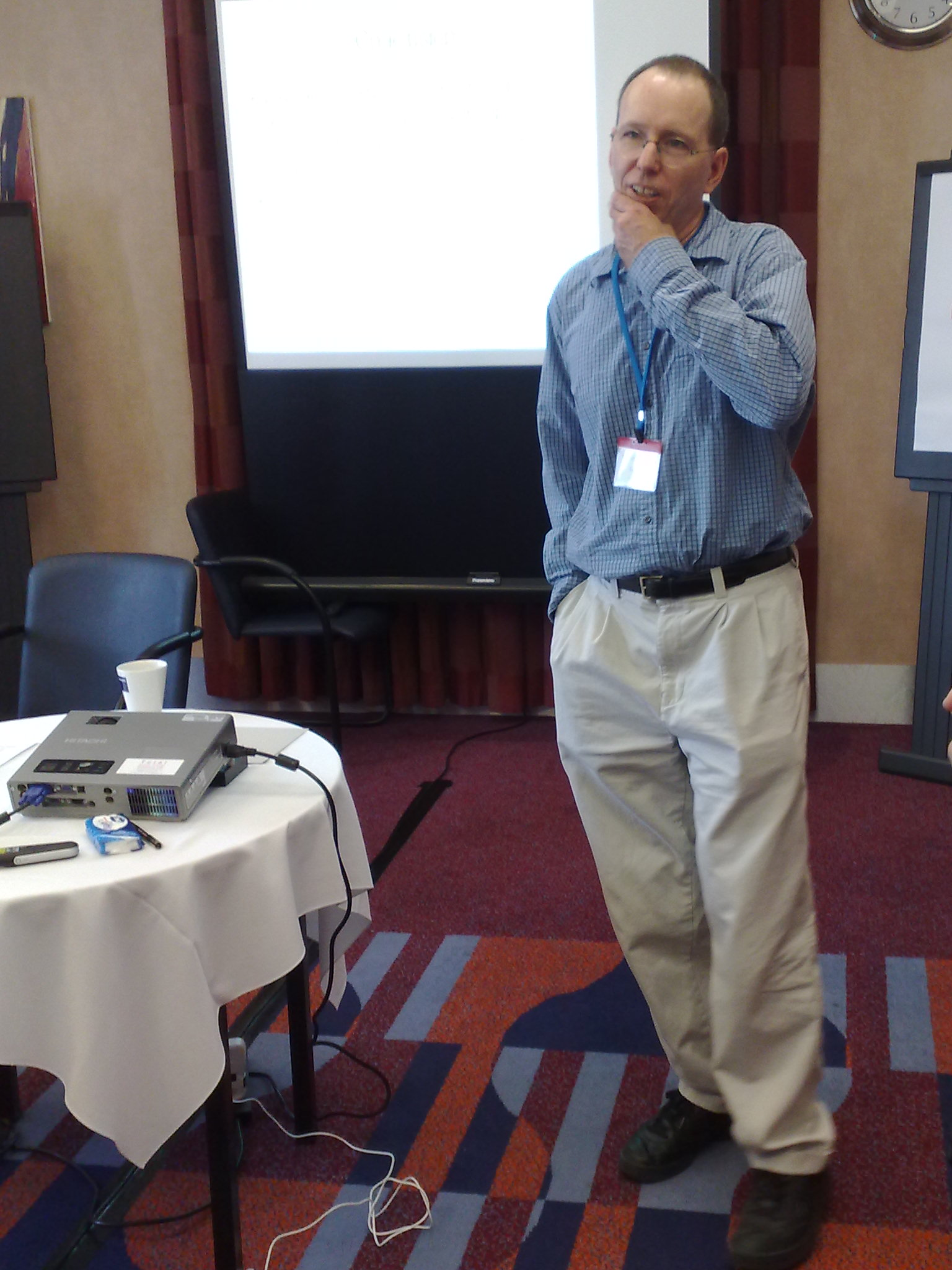
ウォルター・ブライト。2009年、ACCUのカンファレンスにて

ウォルター・ブライト (Walter Bright) は、D言語の設計者として知られるプログラマ。
1979年にカリフォルニア工科大学を卒業した。
コンパイラ開発者として有名であり、最初のネイティブ C++ コンパイラである Zortech C++ の開発を行った。これは後に Symantec 社に買収され、Symantec C++ となるが、現在は Digital Mars C/C++ (DMC++) として Digital Mars 社から配布されている。この C++ コンパイラは、発売当時としては画期的なコンパイル速度を誇った C コンパイラの Datalight C（後に、Zorland C、Zortech Cとして販売された）を基にしている。
他にブライトが開発に携わった言語処理系としては、Java の開発環境である Visual Cafe のコンパイラや、D言語のコンパイラ Digital Mars D (DMD)、ECMAScriptのコンパイラ・インタープリタである DMDScript などがある。これらの処理系には数々の新たな最適化手法が取り入れられている。
また、ABEL の言語設計およびコンパイラの開発にも関わった。